# Sericomyia
Sericomyia is een vliegengeslacht uit de familie van de zweefvliegen (Syrphidae). De wetenschappelijke naam van het geslacht is gepubliceerd in 1803 door Johann Wilhelm Meigen.

## Soorten
- Sericomyia khamensis Thompson & Xie, 2014[2]
- Sericomyia vockerothi Skevington, 2012[3]
- S. arctica Schirmer, 1913
- S. bifasciata Williston, 1887
- S. carolinensis (Metcalf, 1917)
- S. cynocephala Hine, 1922
- S. chalcopyga Loew, 1863
- S. chrysotoxoides Macquart, 1842
- S. hispanica Peris Torres, 1962
- S. jakutica (Stackelberg, 1927)
- S. lappona (Linnaeus, 1758) - donkere veenzweefvlieg
- S. lata (Coquillett, 1907)
- S. militaris Walker, 1849
- S. nigra Portschinsky, 1873
- S. sexfasciata Walker, 1849
- S. silentis Harris, 1776 - hoogveenzweefvlieg
- S. slossonae Curran, 1934
- S. transversa (Osburn, 1926)